# Medford, Maine
Medford är en kommun (town) i Piscataquis County i delstaten Maine, USA. Befolkningen uppgick till 231 vid folkräkningen år 2000. Den har enligt United States Census Bureau en area på totalt 111,7 km² varav 1,9 km² är vatten. 